# Майфельд (Берлин)

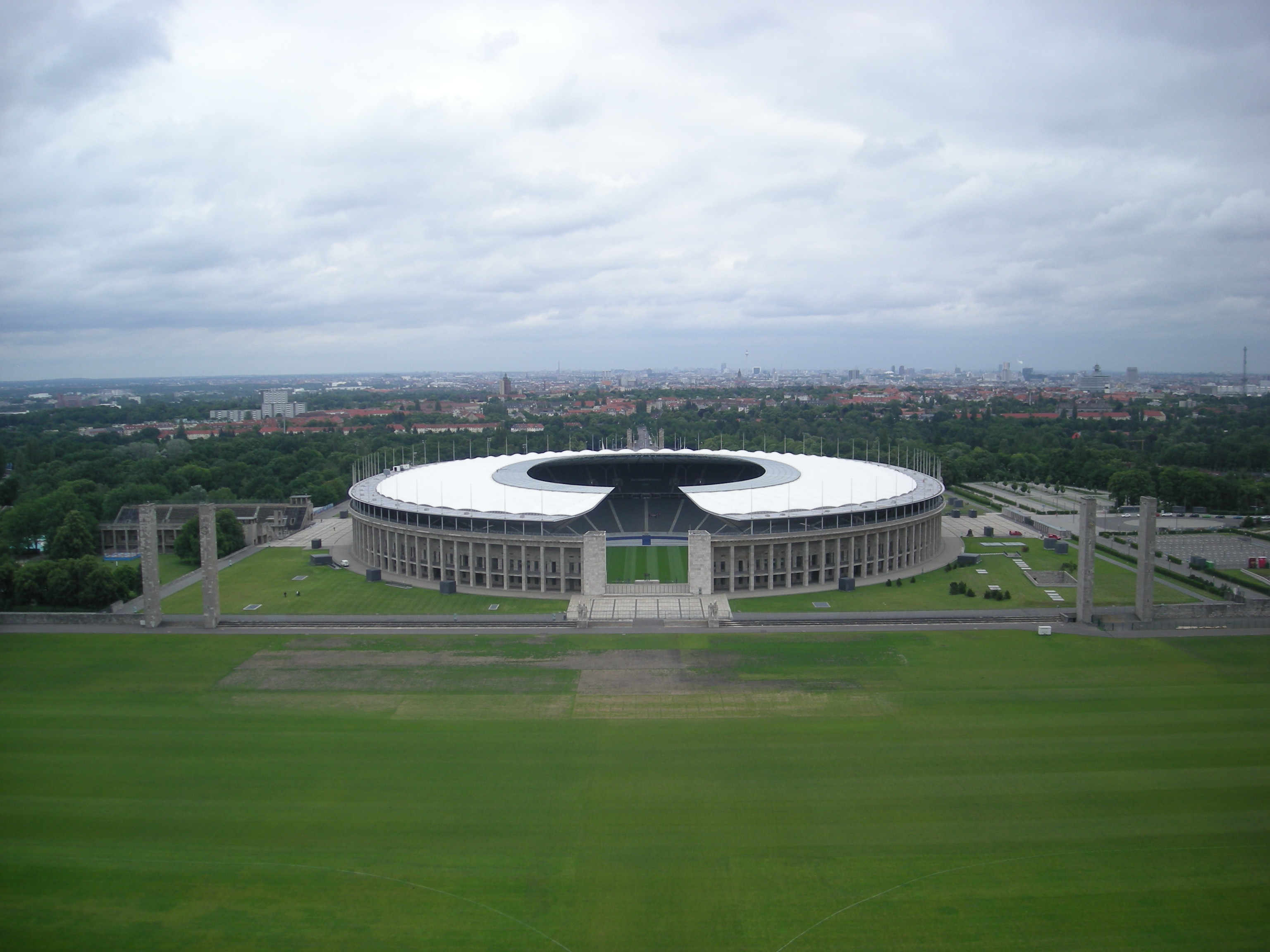
Вид на Олимпийский стадион со стороны Майского поля. Фото 2012 года

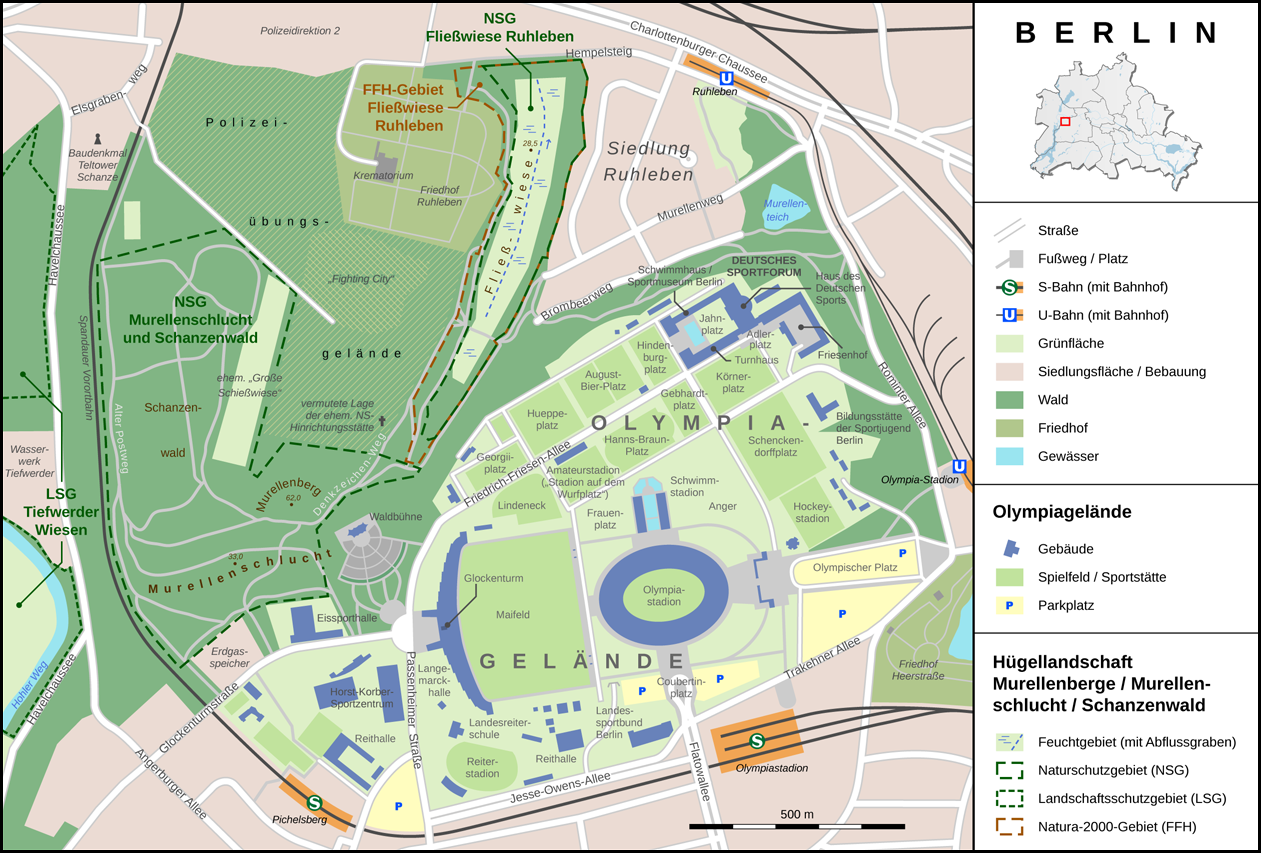
Расположение Майского поля на карте

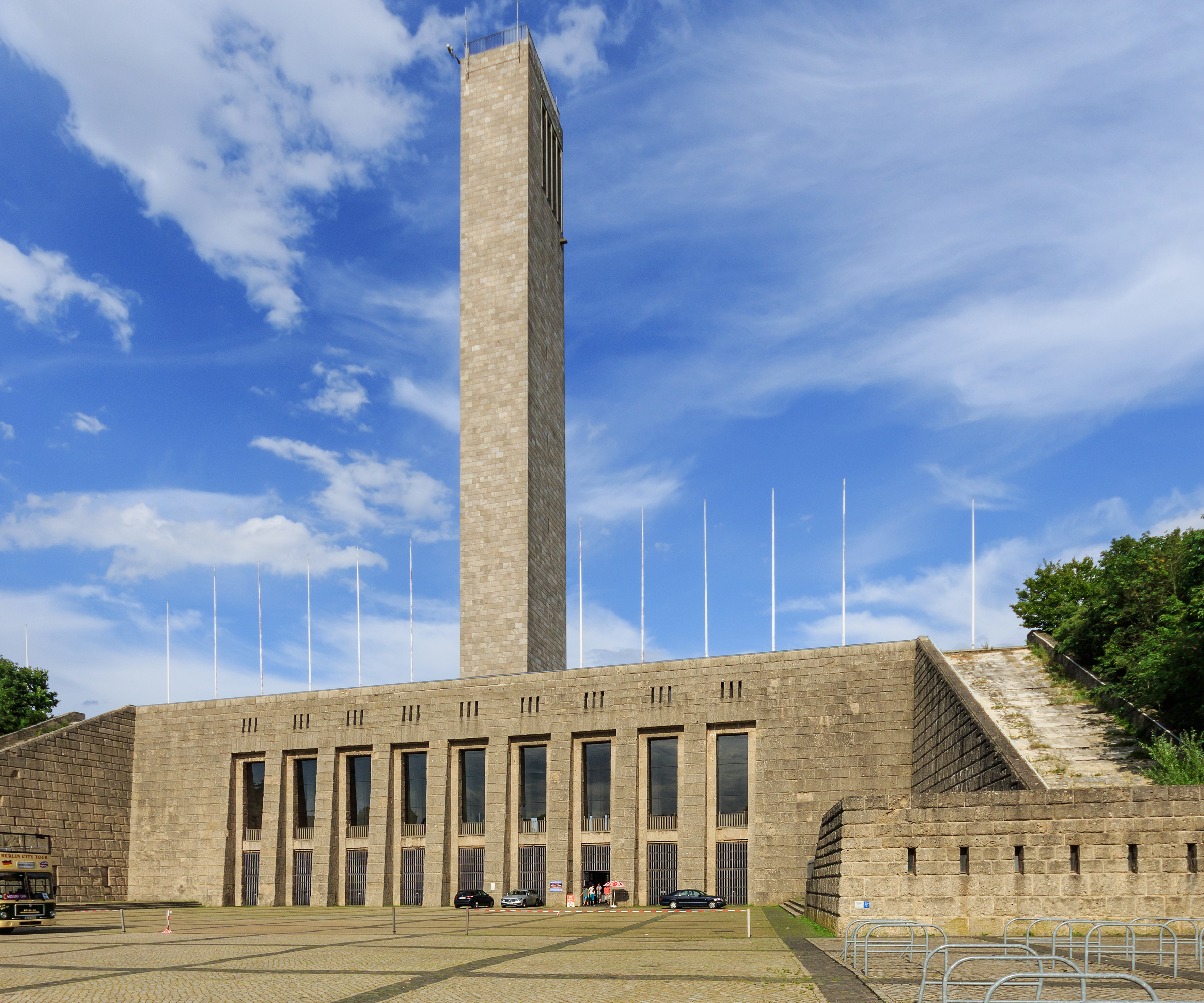
Колокольня и трибуна на Майском поле перед стадионом. Фото 2017 года

«Майфельд» (нем. Maifeld — букв. «Майское поле») — огромный спортивный газон, примыкающий к Олимпийскому стадиону с его западной стороны на территории Олимпийского парка в берлинском районе Вестэнд.

## История
Во времена Германской империи там, где расположен современный Олимпийский парк, было поле для скачек (нем. Reichssportfeld). С 1909 года по планам архитектора Отто Марха началось возведение спортивных сооружений к 1916 году, на который намечалась Олимпиада в Берлине. Однако из-за Первой мировой войны только через 20 лет в период Третьего рейха в немецкой столице прошли XI летние Олимпийские игры 1936 года. Сын Отто Марха Вернер Марх с 1931 года включился в архитектурный проект, связанный с подготовкой к Олимпиаде.
Майское поле размером 112 000 м² стало составной частью общего спортивного комплекса в Берлине. Вернер Марх, один из архитекторов Олимпийского стадиона, был также автором воздвигнутой внушительной колокольни с трибуной на Майском поле, где проходили массовые митинги нацистов. Во время XI Олимпийских игр на поле проводились соревнования по поло, тренировки и состязания наездников, спортивно-гимнастические презентации 20 000 берлинских школьников. Национал-социалисты использовали Майское поле прежде всего как плац для парадов, маршей и других пропагандистских мероприятий.
|                                                                  |  |                                                                      |  |
| Статуя немецкой Ники между Майским полем и Олимпийским стадионом |  | Речь Геббельса на Майском поле в 1937 году во время визита Муссолини |  |

## Современное состояние

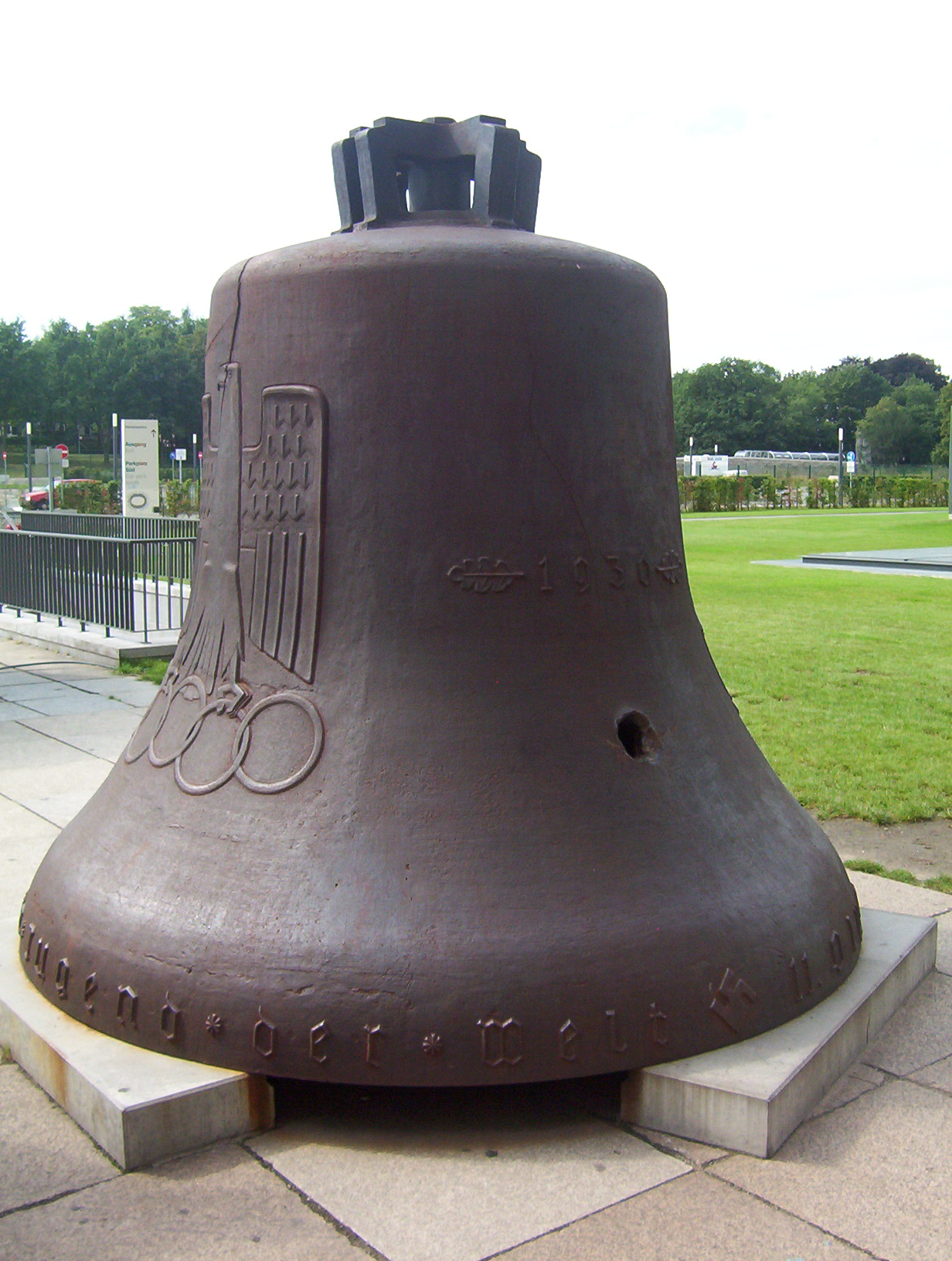
Колокол как исторический экспонат

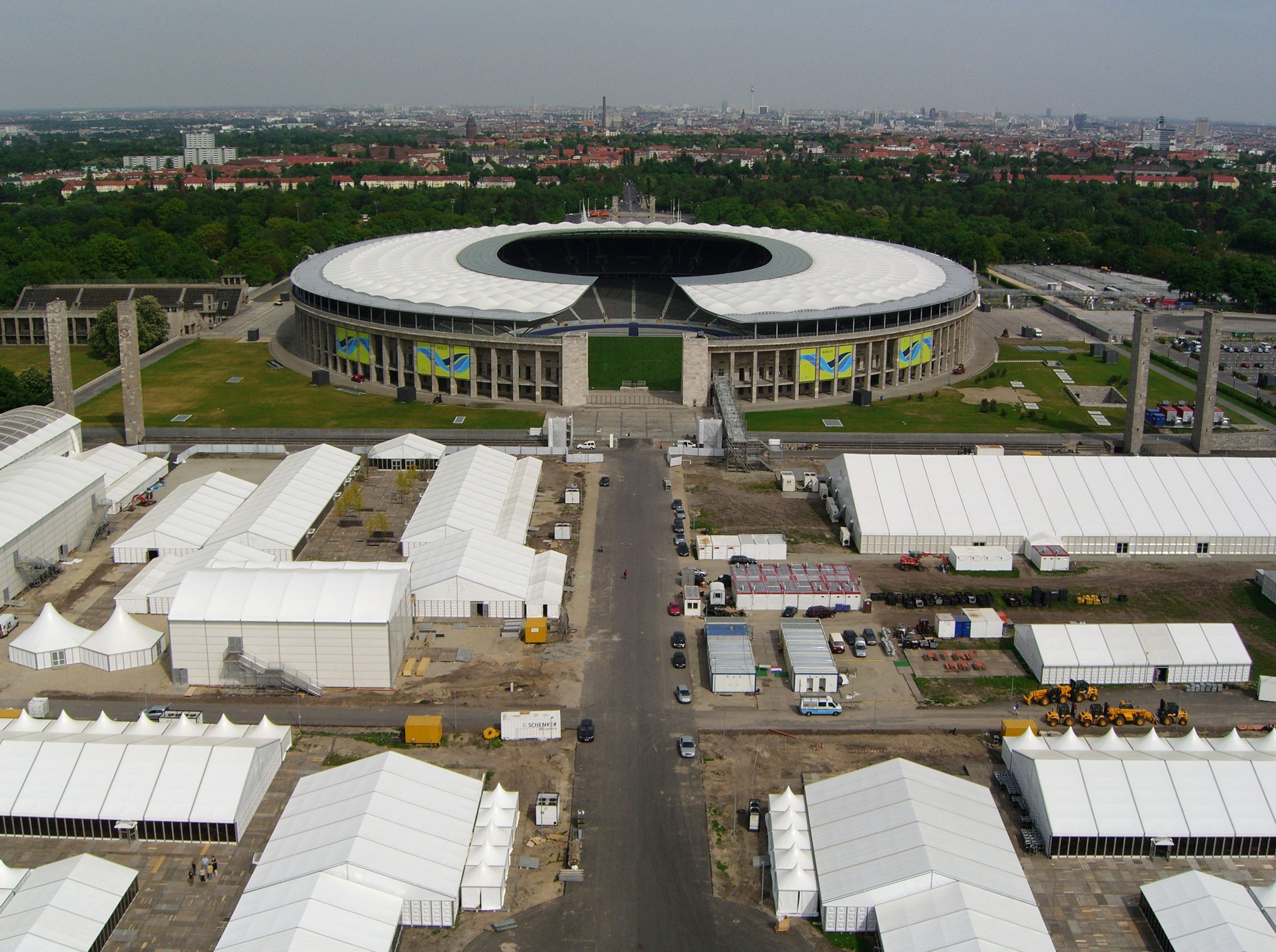
Майское поле во время чемпионата мира по футболу 2006 года

С 1945 по 1994 годы Майское поле относилось к территории штаб-квартиры британского командования. Ежегодно тысячи берлинцев приезжали сюда посмотреть на парады, проходившие по случаю дня рождения царствующей королевы.
Из-за фатальных разрушений во время Второй мировой войны британцы взорвали колокольню и погребли колокол в феврале 1947 года. Однако в 1956 году немцы откопали колокол и разместили его как исторический экспонат у входа на Олимпийский стадион. А колокольня и трибуна были заново построены к 1962 году по архитектурному проекту Вернера Марха
В преддверии XVIII чемпионата мира по футболу 2006 года прогнозировался не только массовый наплыв болельщиков за свои команды и просто любителей футбола, но также приезд 20 000 журналистов со всего мира, для которых на Майском поле построили медиа-центр.
Во время XVIII чемпионата мира по футболу под трибуной колокольни на Майском поле была открыта документальная экспозиция, посвящённая историческим событиям, связанным с этими местами, начиная с 1909 по 2006 год.